# Christopher Scott
Christopher Scott (ur. 29 października 1968) – australijski niepełnosprawny kolarz. Sześciokrotny mistrz paraolimpijski.

## Medale Igrzysk Paraolimpijskich

### 2008
- – Kolarstwo – bieg pościgowy indywidualni – CP 4
- – Kolarstwo – trial na czas – CP 4
- – Kolarstwo – trial na czas – 1 km – CP 4

### 2004
- – Kolarstwo – CP 4
- – Kolarstwo – CP 4
- – Kolarstwo – CP 4

### 2000
- – Kolarstwo – CP 4
- – Kolarstwo – CP 4

### 1996
- – Kolarstwo – CP 4
- – Kolarstwo – CP 4